# Wenzel Aloys Stütz
Wenzel Aloys Stütz (Schwäbisch Gmünd, 28 settembre 1772 – 12 maggio 1806) è stato uno scrittore e medico tedesco.
Ha prestato servizio come medico nella città di Schwäbisch Gmünd.
La tesi (Altdorf, 1795) è stata intitolata Examen systematis Bruniniani physiologici.
Tra i suoi scritti più importanti includono uno studio sul tetano (1804).
Il suo amico Johann Gottfried Pahl lo onora nel Denkwürdigkeiten (1840) come medico e filosofo geniale e astuto che, se fosse vissuto più a lungo, avrebbe guadagnato la fama europea.